# Марек Дзюба
Марек Дзюба (пол. Marek Dziuba, нар. 19 грудня 1955, Лодзь) — польський футболіст, що грав на позиції захисника.
Виступав, зокрема, за клуби ЛКС (Лодзь) та «Відзев», а також національну збірну Польщі.

## Клубна кар'єра
У дорослому футболі дебютував 1973 року виступами за команду клубу ЛКС (Лодзь), в якій провів одинадцять сезонів, взявши участь у 54 матчах чемпіонату. 
Своєю грою за цю команду привернув увагу представників тренерського штабу клубу «Відзев», до складу якого приєднався 1984 року. Відіграв за команду з Лодзя наступні три сезони своєї ігрової кар'єри. Більшість часу, проведеного у складі «Відзева», був основним гравцем захисту команди.
Завершив професійну ігрову кар'єру у клубі «Сент-Трюйден», за команду якого виступав протягом 1987—1992 років.

## Виступи за збірну
У 1977 році дебютував в офіційних матчах у складі національної збірної Польщі. Протягом кар'єри у національній команді, яка тривала 8 років, провів у формі головної команди країни 53 матчі, забивши 1 гол.
У складі збірної був учасником чемпіонату світу 1982 року в Іспанії, на якому команда здобула бронзові нагороди.

## Титули і досягнення
Гравець
- Володар Кубка Польщі (1):

ЛКС (Лодзь): 1984-85
- Бронзовий призер чемпіонату світу: 1982

Тренер
- Чемпіон Польщі (1):

ЛКС (Лодзь): 1997-98